# Handelskammer Mülheim am Rhein
Die Handelskammer Mülheim am Rhein war eine deutsche Handelskammer mit Sitz in Mülheim am Rhein.

## Geschichte
Das preußische Handelkammergesetz von 24. Februar 1870 regelte die Rechtsstellung von Handelskammern in Preußen neu und wurde zum Anlass für die Bildung einer Handelskammer in Mülheim. Am 7. Mai 1869 richteten zahlreiche Unternehmer aus Mülheim eine Eingabe an den preußischen Minister für Handel, Gewerbe und öffentliche Arbeiten Heinrich Friedrich von Itzenplitz, in dem sie eine Handelskammer für Mülheim forderten. Nach internen Abstimmungen zwischen Ministerium, dem Oberpräsidium in Koblenz und der Bezirksregierung Köln lud der Landrat des Kreises Mülheim am Rhein, Eduard von Niesewand am 13. Dezember 1870 die Bürgermeister und 17 der angesehensten Kaufleute und Fabrikanten zum Thema ein. Die Versammlung lehnte das Angebot der Handelskammer Köln ab, dort beizutreten und formulierte den Wunsch nach einer eigenen Kammer. Wahlberechtigt sollten dabei nur die Gewerbesteuerklassen A1 und AII sowie die Bergwerke sein. Das Handelsministerium folgte dem Wunsch und veröffentlichte am 18. Februar 1871 einen Erlass zur Gründung der Handelskammer für den Kreis Mülheim am Rhein. Nachdem die Stadt Mülheim am 1. Mai 1901 kreisfrei wurde, änderte sich der Name in Handelskammer Mülheim am Rhein.
Am 3. Oktober 1871 wurde die erste Handelskammer gewählt. 93 Unternehmer waren wahlberechtigt und wählten acht Kammermitglieder. Die konstituierende Sitzung der Handelskammer fand am 14. November 1871 statt. 1889 wurde die Kammer auf zehn Mitglieder erweitert. 1898 kamen noch drei stellvertretende Mitglieder hinzu und 1908 wurde die Mitgliederzahl auf zwölf (sowie 4 Stellvertreter) festgelegt.
Mit der Eingemeindung von Mülheim am Rhein in die Stadt Köln am 1. April 1914 erfolgte auch die Vereinigung der beiden Handelskammer. Diese hatten in einem Vertrag vom 14. Januar 1914 die Modalitäten festgelegt. Hierzu wurde die Kölner Kammer um sieben Mitglieder erweitert, die die Mülheimer Kammer am 27. Mai 1914 wählte. Die formelle Vereinigung erfolgte durch eine Verfügung des Ministers vom 24. Juli 1914.

## Sitz
Ein eigenes Kammergebäude gab es nicht. Die Kammer hatte ihren Sitz zunächst im Rathaus der Stadt und ab Ende 1882 im neu erbauten Gebäude des Amtsgerichts Mülheim am Rhein.

## Präsidenten
- Otto Andreae (1871–1892)
- Eduard Böcking (1893–1909)
- Franz Andreae (1910–11914)

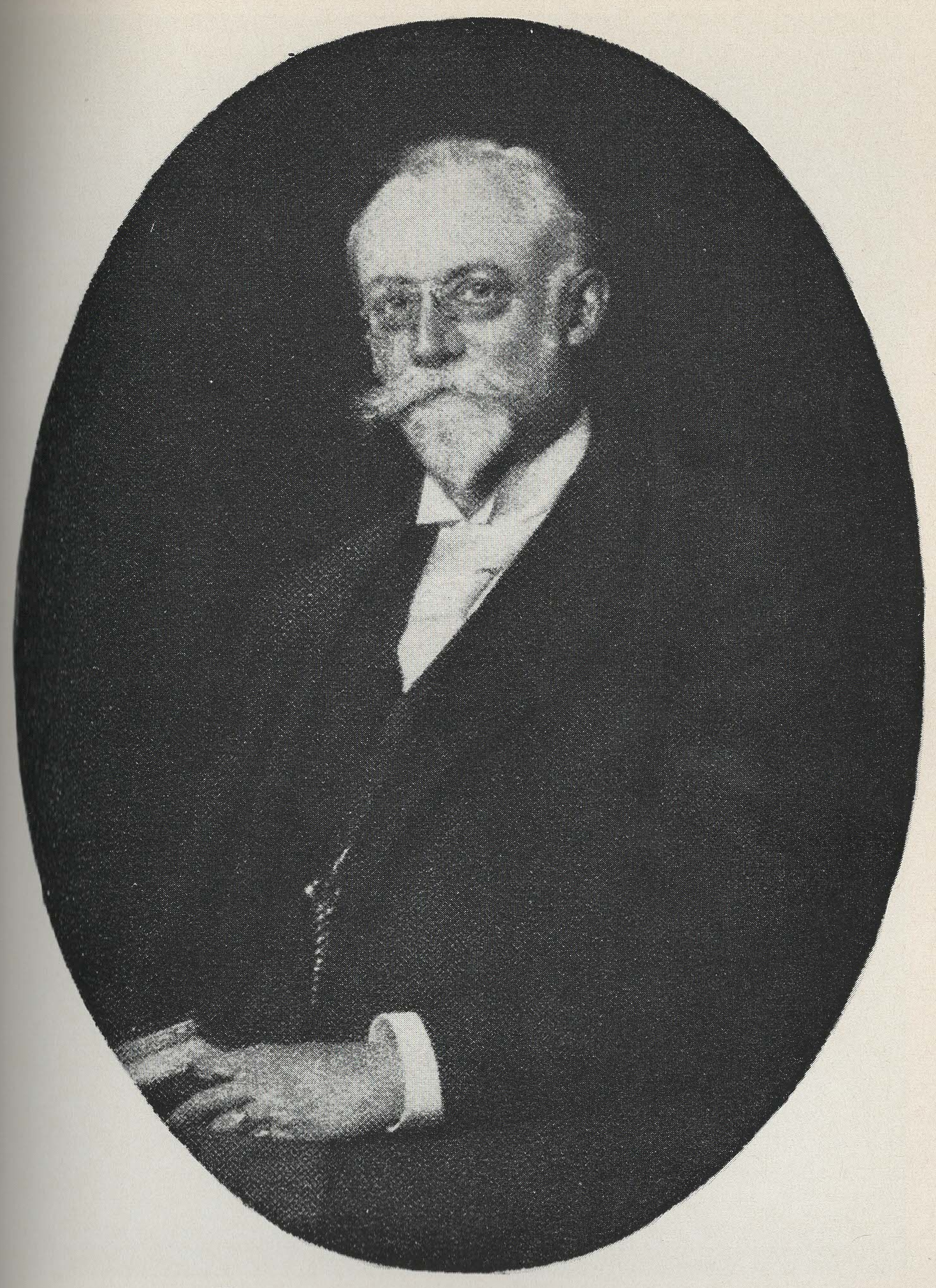
Otto Andreae
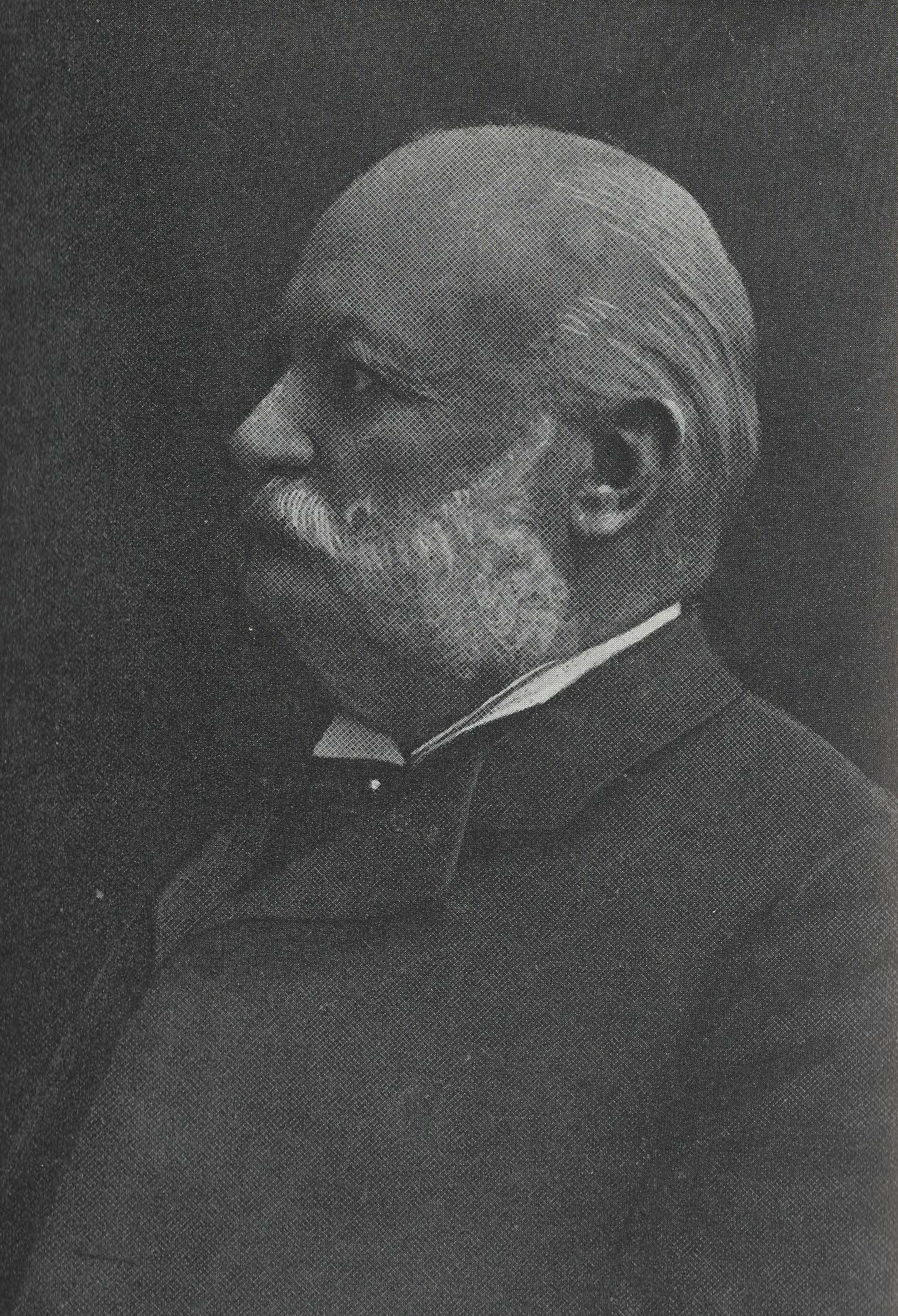
Eduard Böcking
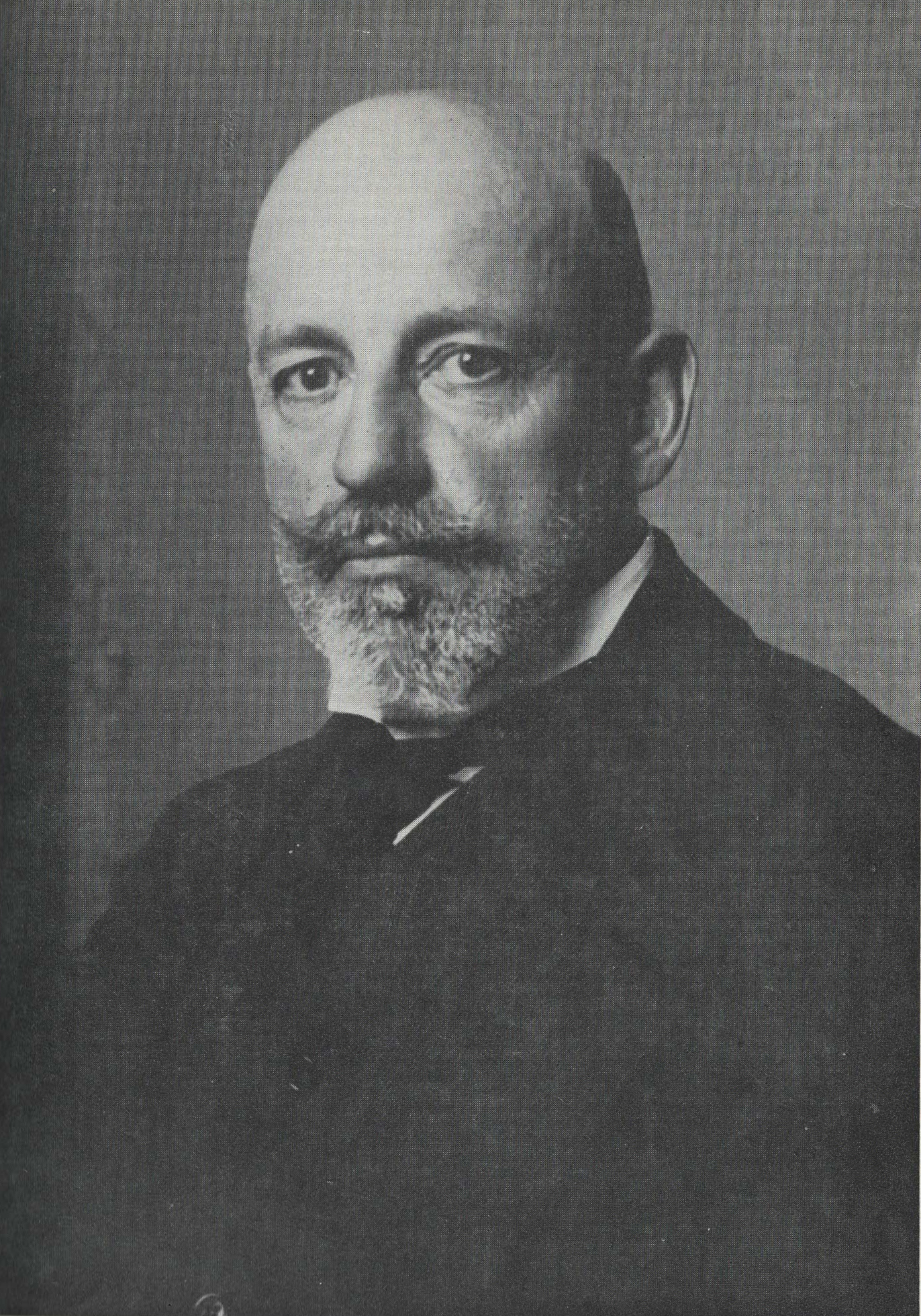
Franz Andreae